# Lorenz Frølich

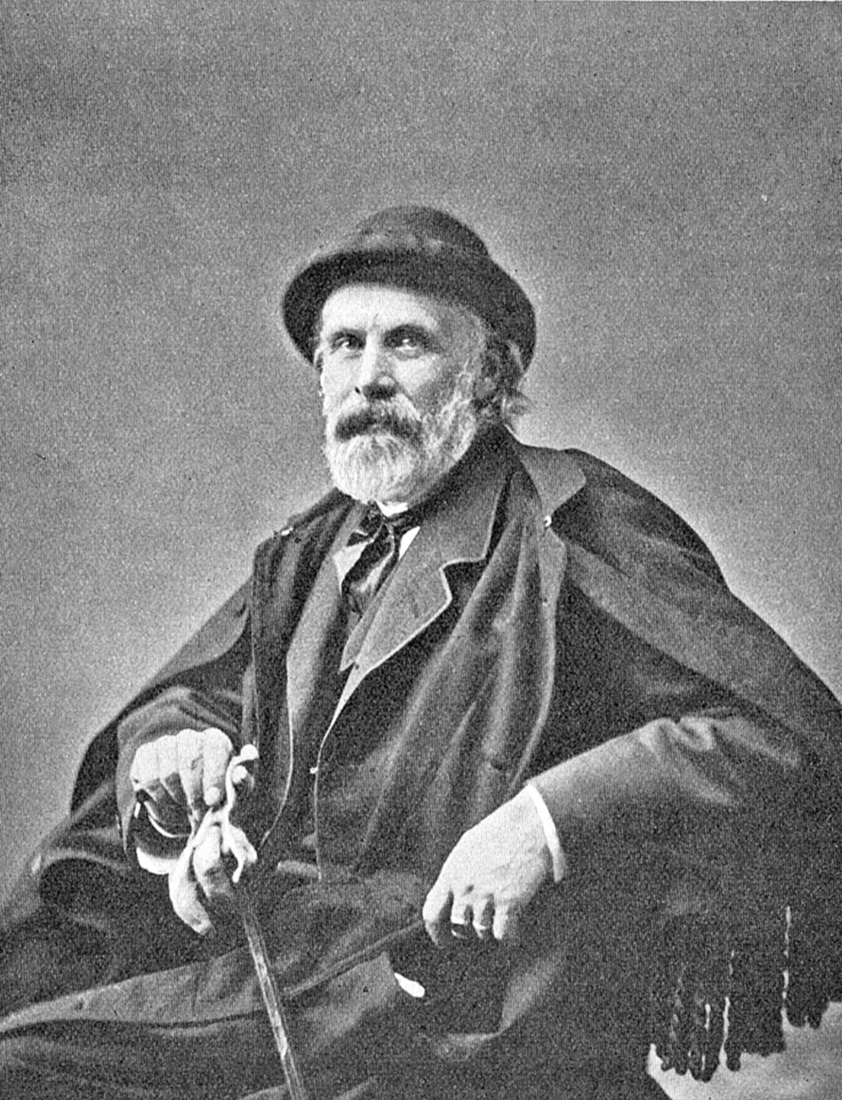
Lorenz Frølich

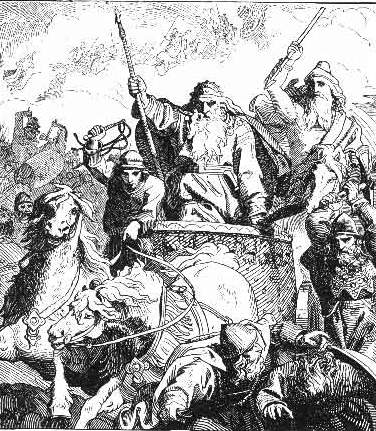
Harald Hildetand in der Schlacht von Bråvalla

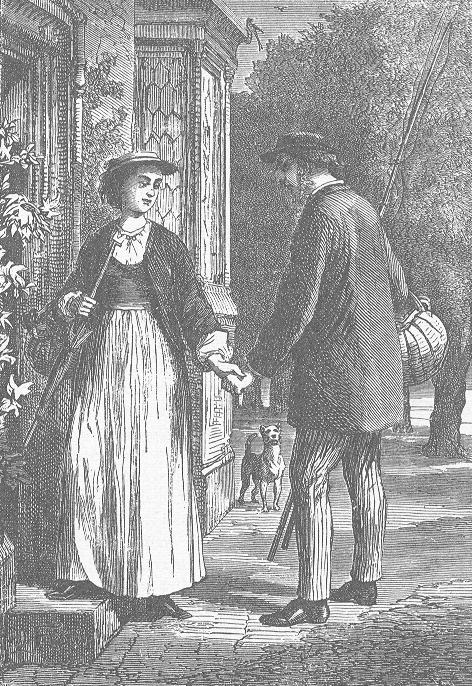
Illustration zu der Kurzgeschichte Eine Idee des Dr. Ox von Jules Verne

Lorenz Frølich (* 25. Oktober 1820 in Hellerup, heute Kopenhagen; † 25. Oktober 1908 in Kopenhagen) war ein dänischer Maler, Illustrator, Zeichner und Graphiker.

## Leben
Lorenz Frølich erhielt seine Ausbildung durch Martinus Rørbye, Christen Købke und Christoffer Wilhelm Eckersberg. Ab 1840 lebte er für die nächsten 33 Jahre überwiegend außerhalb Dänemarks. Zuerst wohnte er in München und Dresden, wo er sich von den Malern der Romantik wie Joseph von Führich, Ludwig Richter und Eduard Bendemann inspirieren ließ. Die Jahre von 1846 bis 1851 verbrachte er in Italien, und danach wohnte er für 22 Jahre überwiegend in Paris. In seinen jungen Jahren widmete sich Frølich der Abbildung von Tieren, was ihm große Anerkennung einbrachte. Im Ausland befasste er sich dagegen mit Historienmalerei. Bei einem Besuch in Dänemark malte er die Werke Waldemar II. bekräftigt das jütländische Gesetz und Friedrich IV. nimmt die Huldigungen der Schleswiger entgegen, die für einen Gerichtssaal in Flensburg gedacht waren. Frølich fertigte auch zwei Skizzen für die Börse in Kopenhagen, die jedoch nicht als Großgemälde zur Ausführung kamen.
Bekannt wurde Frølich vor allem als Zeichner, Illustrator und Radierer, stark beeinflusst von seinem Lehrer Ludwig Richter. Unter seinen Radierungen finden sich zum Beispiel Werke zu Hero und Leander, zu einem dänischen Geschichtsbuch von Fabricius und Kurzgeschichten von Jules Verne. In Paris zeichnete Frølich über tausend Entwürfe für Holzschnitte aus dem Kinderleben, die in Frankreich, Dänemark und England veröffentlicht wurden und Weltruhm erlangten. Ab 1873 wohnte Lorenz Frølich wieder in Dänemark, wo er 1882 im Schloss Frederiksborg das Deckengemälde Gefion pflügt Seeland aus Schweden heraus und den Fries Dänische Wikingerzüge schuf.
Für das Rathaus in Kopenhagen fertigte er die Komposition Ägirs Töchter, die in Porzellan gefertigt war und im Eingangsbereich platziert wurde, und eine Reihe von Bildwirkearbeiten für den Rathaussaal. 1883 schloss Frølich sein Werk Nordische Götter (30 Radierungen) ab. Danach beschäftigte er sich unter anderem mit Illustrationen für Zeitungen und Bücher. Seine Zeichnungen zu Hans Christian Andersens Märchen stammen dagegen aus seiner Pariser Zeit. Frølich befasste sich auch mit Porträtmalerei, Szenen aus dem Alltagsleben (z. B. Der Tag nach der Geburt des Jüngsten), Phantasiewerken (Satyrfamilie) und schuf im hohen Alter ein Altargemälde (Anbetung durch die Hirten, in der Kirche von Hellerup).
Lorenz Frølich wurde 1877 Mitglied der Königlich Dänischen Kunstakademie und erhielt 1890 den Professorentitel. Im Jahr 1900, zu seinem 80. Geburtstag, gab Pietro Krohn den Band Verzeichnis über Frølichs Illustrationen und Radierungen heraus.